# Tower Liberties
Die Tower Liberties oder Liberties of the Tower of London waren Flächen im Londoner Stadtgebiet, die nicht der Verwaltung der City of London oder der Grafschaft Middlesex unterlagen, sondern direkt dem Tower of London und damit dem Konstabler des Towers unterstanden. Sie gehörten zur Tower division, auch Tower Hamlets genannt, die ebenfalls dem Konstabler unterstanden.
Die Tower Liberties hatten eigene Steuern, eigene Polizei, und eine eigene Gerichtsbarkeit. Ursprünglich umfasste das Gebiet nur den Tower und angrenzende Flächen auf dem Tower Hill. Seit 1686 umfassten die Tower Liberties auch drei Flächen außerhalb des Towers. Ab dem 19. Jahrhundert verlor des Konstabler des Tower Befugnisse an die Stadt London. Seit 1855 gehören Tower und Liberties zum Whitechapel Board of Works, seit 1900 zum Metropolitan Borough of Stepney, heute Teil des London Borough of Tower Hamlets.
Dank einer Royal Charter von Jakob II. kamen drei Flächen hinzu, die schon länger von der Krone zur Aufbewahrung und zum Testen von Waffen benutzt wurden. Die Minories zwischen Tower und Aldgate in der City, der Old Artillery Ground in Spitalfields und Wellclose im Londoner East End. Bei allen handelte es sich um ehemaliges Klosterland, die durch die Auflösung der Klöster an die Krone kamen.
Die Minories ist eine Straße, die zwischen Tower und Aldgate verläuft. An ihr befand sich ein großes englisches Munitions- und Waffenlager. In der Umgebung hatten sich bereits zahlreiche Büchsenmacher angesiedelt, bevor das Gebiet an den Tower kam. Wellclose Square ist heute Teil einer Conservation Area.
Die Bewohner der Flächen genossen die Privilegien, die auch die Bewohner des Towers hatten – niedrigere Steuern, keine Pflichten gegenüber der Staat und ein eigenes Gerichtswesen. Die Gebiete entwickelten sich in den folgenden hundert Jahren zu übervölkerten Stadtgebieten mit einem Ruf der Gesetzlosigkeit.
Das Gefängnis der Liberties befand sich ursprünglich auf dem Tower Hill, später dann in Wellclose. Dort befand sich auch das Gericht der Tower Liberties. Die genaue Ausdehnung der Liberties und die spezifischen Rechte waren ein stetiger Konfliktherd zwischen City of London, Middlesex und dem Tower. Erst die Grenzziehung durch Charles II. konnte diesen Konflikt einigermaßen befrieden. Seit dem frühen 19. Jahrhundert erweiterten Polizeigesetze die Rechte des London City Council und ein Großteil der administrativen Oberhoheit des Towers ging verloren, als das Gebiet 1855 dem Whitechapel Board of Works zugeschlagen wurde. Die letzten eigenständigen Verwaltungsrechte verlor der Tower 1900, als er Teil des Metropolitan Borough of Stepney wurde.
Heute findet alle drei Jahre das Beating of the Bounds statt, bei dem eine Prozession aus Yeomen Warders und Schuljungen die ehemaligen Grenzen der Liberty am Tower abgeht, auf die ehemaligen Grenzsteine schlägt und dies jedem androht, der es wagen sollte, diese zu verschieben. In den anderen Flächen der Liberties wurde der Brauch eingestellt, als der Tower an den Borough of Stepney kam.